# Hydrocotyle uruguayica
Hydrocotyle uruguayica är en växtart i släktet Hydrocotyle och familjen araliaväxter.
Arten förekommer i Uruguay. Den beskrevs av Minosuke Hiroe 1979, men dess status som giltig art är oklar.